# Гыявыр
Гыявыр — деревня в Кезском районе Удмуртской республики.

## География
Находится в северо-восточной части Удмуртии на расстоянии приблизительно 28 км на север по прямой от районного центра поселка Кез.

## История
Известна с 1873 года как починок Шляшора с 6 дворами. В 1905 году учтено 20 дворов, в 1924 (уже деревня Гыевырская) — 29. Настоящее название с 1932 года. До 2021 года входила в состав Кулигинского сельского поселения.

## Население
Постоянное население составляло 72 человека (1873), 202 (1905), 188 (1924), 67 человек в 2002 году (удмурты 85 %), 36 в 2012.